# ソコクロダラ
ソコクロダラ Lepidion inosimae（黒底鱈、英: Morid cod）は、タラ目チゴダラ科に属する魚類。東京では別名ヒゲダラと呼ばれている。

## 分布・生息域
太平洋西部の温帯域に分布する。日本では相模湾および駿河湾で見られる。水深580〜1100mの大陸斜面や深海底に生息する。

## 形態
体が細長く、体長は1mに達する。チゴダラ科で最も大型になる。
体色は淡紫色。黒色のヒレがあり、第1背びれが糸状にのび、下あごの先にヒゲがあるのが特徴。

## 利用
高級な食用魚であり、吸い物の具として珍重されている。